# Musongati Football Club
Actualités
Le Musongati Football Club est un club burundais de football basé à Gitega.

## Histoire
Le club est fondé en 2006, en 2016 il termine premier de son groupe en deuxième division et est promu la première fois en Ligue A. Lors de sa première saison en première division le club termine à la 5e place, en 2018-2019 il est vice-champion du Burundi. Il termine de nouveau à la deuxième place en 2019-2020, mais remportera sa première Coupe du Burundi en battant le Rukinzo FC aux tirs au but.
Le club fait ses débuts la saison suivante dans une compétition continentale, mais sera éliminé au premier tour par les Green Eagles de Zambie.
En 2020, le club remporte également la Supercoupe du Burundi.

## Palmarès
- Coupe du Burundi : (1)
  - Vainqueur : 2020
- Supercoupe du Burundi : (1)
  - Vainqueur : 2020